# Felix de Luxe
Felix de Luxe was een Duitse band uit de NDW-periode.
Felix de Luxe was een popgroep uit Hamburg met Duitse teksten rond de zanger, dichter, componist en arrangeur Michy Reincke. De band bestond van april 1983 tot januari 1989 en werd in 1984 bekend met de hit Taxi nach Paris. De gitarist Franz Plasa maakte zich na de ontbinding van de band een naam als producent, onder andere van de Hamburgse rockband Selig. In 2008 kwamen de bandleden nog eenmaal bij elkaar voor een tournee onder de titel 25 Jahre Taxi nach Paris.

## Bezetting
- Michy Reincke (zang, gitaar)
- Franz Plasa (gitaar, koor)
- Hans-Jörn Brandenburg (toetsenist, koor)
- Martin Langer (drums, koor)
- Jürgen Attig (basgitaar, koor)

## Discografie
- 1984: Album: Felix de Luxe
- 1984: Single: Taxi nach Paris / Wunderschön
- 1984: Single en maxi: Noch lange nicht genug / Taxi à Paris (Engels-Franse versie)
- 1984: Single: Nächte übers Eis / Eddie ist wieder da

- 1985: Album: Die Tricks des Glücks
- 1985: Single: Blonder Clown / Im Kopf brennt noch Licht
- 1985: Single: Rio am Telefon / Nur für einen Moment

- 1987: Album: Männer wie wir
- 1987: Single en maxi: So weit so gut / Hinein ins wilde pralle Leben
- 1987: Single en maxi: Blaue Wunder / Es war einmal
- 1987: Single en maxi: Kleines Herz in Not / Willkommen im Wunderland

- 1988: Single en maxi: Männer wie wir / Morgen

- 2000: Cd: Das Beste von Felix de Luxe
- 2000: Single: Taxi nach Paris

- 2009: Single: Nächte übers Eis